# Emilie Autumn
Emilie Autumn Fritzges (Los Ángeles, California, Estados Unidos, 22 de septiembre de 1979), conocida artísticamente como Emilie Autumn, es una cantante, escritora, poetisa y violinista estadounidense. Para su música Autumn ha tomado influencias de obras, novelas e historia, particularmente de la época victoriana. Presentándose con sus bailarinas de apoyo, The Bloody Crumpets, Autumn incorpora elementos de la música clásica, el cabaret, la electrónica, la industrial y el glam rock, el teatro y el burlesque.

## Biografía y carrera artística

### 1979–2000: primeros años de vida e inicios de su carrera

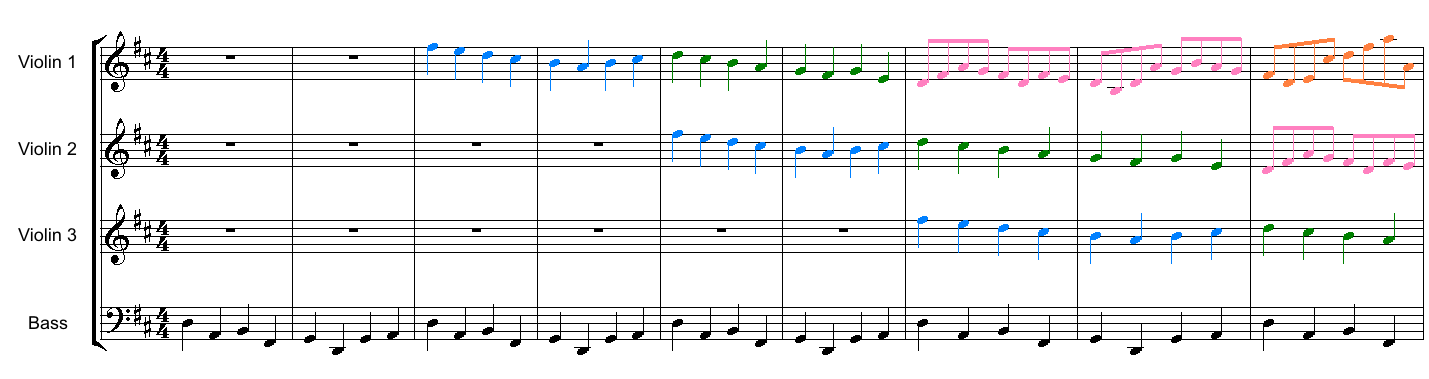
Autumn atribuye su habilidad para escribir música en su mente al hecho de que, de niña, tocaba Canon en re mayor de Pachelbel (en la foto) mentalmente cada noche para suprimir sus alucinaciones acústicas causadas por su trastorno bipolar y así dormir.

Emilie Autumn nació en Los Ángeles, California, el 22 de septiembre de 1979. Autumn creció en Malibú, California, y según ella, «estar rodeada por la naturaleza y el mar han tenido mucho que ver con [su] desarrollo como un "espíritu libre"» Su madre trabajaba de costurera, y había dicho que su padre era un inmigrante alemán con quien no compartía una relación cercana. A pesar de no ser músicos, sus familiares disfrutaban de una gran variedad de géneros musicales.
A los cuatro años comenzó a aprender violín, y más tarde comentó: «Recuerdo haber pedido un violín, pero no recuerdo haber sabido lo qué era. Puede que hubiera pensado que era una especie de potro por lo que sé, pero no recuerdo haber estado decepcionada». Cuatro años más tarde, Emilie hizo su debut musical como una violinista solista luego de presentarse con una orquesta; ganó una competencia. A los nueve o diez años, abandonó la escuela regular con el objetivo de convertirse en una violinista de calidad internacional. Sobre su tiempo en la escuela, remarcó que «la odiaba a toda costa, ya que con la condición de "fenómeno", "antisocial" y las amenazas físicas no parecía haber razón para seguir yendo, por eso no lo hice». Solía practicar de ocho a nueve horas al día, tomaba lecciones, leía una amplia gama de textos literarios, participaba en ensayos orquestales y recibía educación en su casa. Al crecer, poseía una gran colección de discos compactos de «conciertos de violín, sinfonías, música de cámara, ópera y algo de jazz». Comenzó a componer su propia música y poesía a los trece o catorce años, a pesar de que nunca planeó cantar ninguna de sus canciones. Estudió con varios maestros y asistió a la Universidad de Indiana en Bloomington, pero la dejó después de dos años porque no estaba de acuerdo con las opiniones vigentes respecto a la individualidad y la música clásica. Emilie cree que ni el público ni el compositor original se sentirían insultados por la ropa o la apariencia del artista.
Aunque estaba convencida de que sólo tocaría el violín, con dieciocho años de edad, Autumn decidió cantar una de sus canciones para demostrarle a un importante productor de música, que quería contratarla para un sello discográfico, cómo debería sonar. No estuvo satisfecha con los cambios hechos a sus canciones y decidió abandonar la disquera y crear su propia compañía discográfica independiente, Traitor Records. A través de ella, debutó con su álbum de música clásica On a Day: Music for Violin & Continuo, grabado cuando tenía diecisiete años en 1997; el título se refiere al hecho de que el álbum sólo tomó un día para grabarlo. El disco contiene obras suyas interpretadas con un violín barroco acompañada por Roger Lebow en el chelo barroco, Edward Murray en el clavicordio y Michael Egan en laúd. Emilie lo consideró «más un demo a pesar de su duración», y lo publicó como «un álbum vendible» después de que sus fanes disfrutaran tanto de sus «presentaciones rock que comenzaron a pedir un álbum clásico así podrían escuchar más del violín». Además debutó con su libro de poemas Across The Sky & Other Poems en 2000, para luego volver a publicar en 2005 como Your Sugar Sits Untouched, un audiolibro donde acompaña sus escritos con música.

### 2003:Enchanty primeras colaboraciones
En 2001, como parte de un proyecto de grabación, Autumn viajó hasta Chicago, Illinois, y decidió quedarse porque disfrutaba del sistema de transporte público y la escena musical del lugar. El mismo año lanzó el EP Chambermaid mientras terminaba su álbum Enchant —de manera alternativa etiquetó al estilo musical en Chambermaid como fantasy rock y cabaret— y escribió el sencillo «By the Sword» para caridad después de los eventos del 11 de septiembre de 2001. Según ella, la canción es sobre fuerza, no sobre violencia; el acto de jurar por una espada representa «una inquebrantable promesa de corregir un  error, de permanecer fiel».
El 26 de febrero de 2003, lanzó su álbum conceptual Enchant, el cual abarcó múltiples géneros musicales, tales como el new age, el pop, el trip-hop y el chamber. Escrito durante sus últimos años como adolescente, Enchant gira en torno a un reino sobrenatural y sus efectos en el mundo de hoy en día. Autumn lo etiquetó como fantasy rock y trata sobre «sueños e historias y fantasmas y hadas que te morderán la cabeza si te atreves a tocarlos». La temática feérica del «Enchant Puzzle» —traducido como «el rompezabezas de Enchant»— aparece en las ilustraciones del álbum; su recompensa para la persona que lo resuelve consiste en artículos relacionados con las hadas. Sus compañeros de banda eran el chelista Joey Harvey, el baterista Heath Jansen, el guitarrista Ben Lehl y el bajista Jimmy  Vanaria, que también trabajaron en lo electrónico. Al mismo tiempo del lanzamiento de Enchant, Autumn tuvo varios proyectos paralelos, tales como Convent, que en sus palabras «es simplemente otra de mis múltiples personalidades escondidas. O más bien, cuatro de ellas». A su explicación, Emilie agregó: «La idea es que cuatro mujeres de diferentes orígenes, de diferentes edades y de diferentes épocas se unan para combinar sus voces y crear un mensaje universal de belleza e iluminación. Suena un poco a new age, lo sé, pero es más exótica y ciertamente un poco más aterrador. Por supuesto, yo interpreto las partes de las cuatro mujeres». Sus otros proyectos eran: Ravensong, «un conjunto de barroco clásico» que formó con sus amigos en California; y The Jane Brooks Project, dedicado a una mujer verdadera del siglo XVI, Jane Brooks, acusada de brujería y luego ejecutada.
En la noche de la fiesta de lanzamiento de Enchant, la cantante fue informada de que Courtney Love la había invitado para grabar un álbum, America's Sweetheart y participar en la gira para promocionarlo. Además de contribuir con el violín y respaldo vocal, Emilie formó parte de la banda de apoyo de Love, The Chelsea, junto con Radio Sloan, Dvin Kirakosian, Samantha Maloney y Lisa Leveridge en el tour de 2004. Gran parte del trabajo de Autumn con el violín no fue liberado en el álbum; comentó: «esto tuvo que ver completamente con los nuevos productores que tomaron el control del proyecto después de nuestras pequeñas vacaciones en Francia, y cuidadosamente descartaron todas nuestras sesiones». Se presentó en vivo con Love y The Chelsea en el programa de entrevistas Late Show with David Letterman el 17 de marzo de 2004, y en el Bowery Ballroom el día siguiente. En septiembre de 2004, su padre murió de cáncer de pulmón, a pesar de que había dejado de fumar veinte años antes. A finales del mismo año, Emilie hizo una aparición en un capítulo de Crafters Coast to Coast de HGTV, mostrando a los televidentes cómo crear alas de hadas y cómo hacer jabones con aspecto de sushi; ambos productos se venden en su «casa de diseño web y moda de alta costura» online, WillowTech House. El 23 de diciembre de 2004, Autumn apareció en el especial navideño de la cadena de televisión WGN con sede en Chicago. Allí formó parte del cuarteto de cuerda de apoyo de Billy Corgan y Dennis DeYoung para su interpretación de «We Three Kings».

### 2006-2011:Opheliac,Laced/UnlacedyA Bit O' This & That

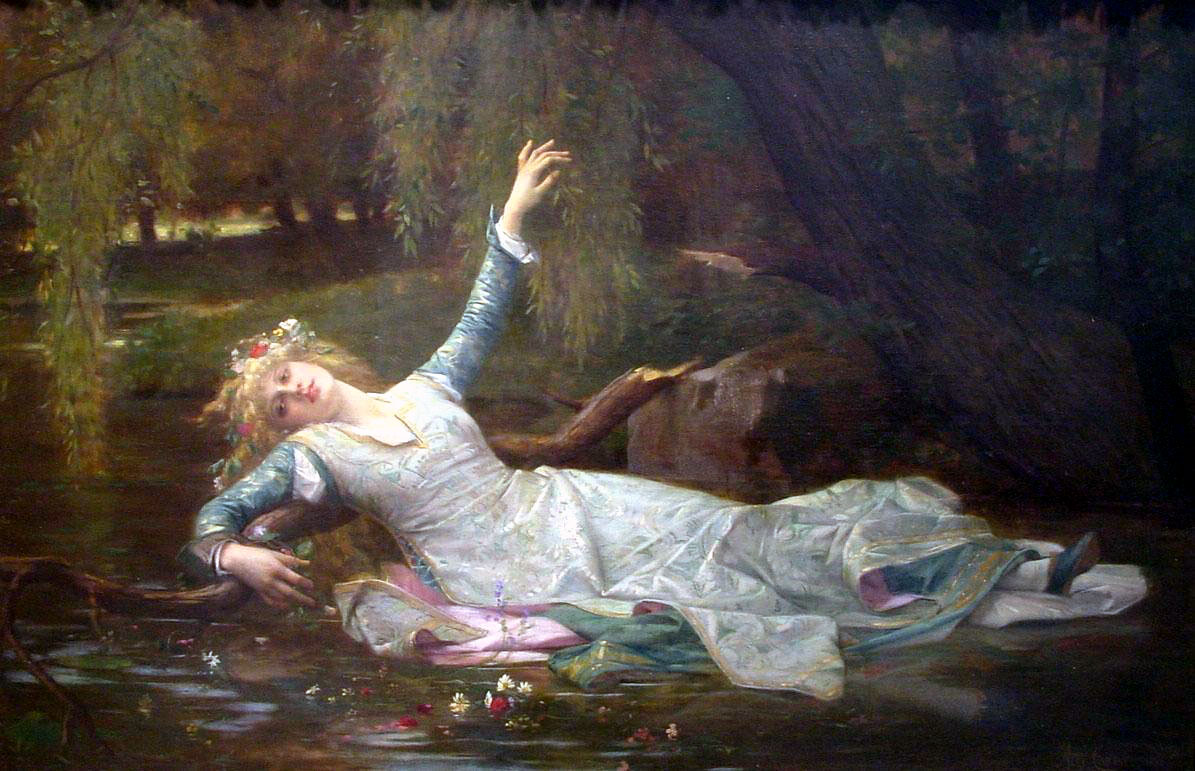
El título de Opheliac hace referencia al personaje shakesperiano Ofelia (arriba) de la obra Hamlet, con quien la cantante sintió una conexión, y el arquetipo de una mujer «autodestructiva».

Autumn comenzó a trabajar en su segundo álbum conceptual Opheliac en agosto de 2004, y lo grabó en los estudios Mad Villain en Chicago. En agosto de 2005, Emilie creó los vestuarios para el vídeo musical de Billy Corgan para la canción «Walking Shade»; también contribuyó con su violín y su voz en el tema «DIA», incluido en el álbum de Corgan TheFutureEmbrace de 2005. A fines de 2005, Autumn también grabó respaldo vocal y violines para «The Gates of Eternity» de Attrition de su disco All Mine Enemys Whispers: The Story of Mary Ann Cotton de 2008, un álbum conceptual que se enfoca en la asesina serial victoriana Mary Ann Cotton.
En enero de 2006, se presentó en WGN para interpretar una canción del álbum, «Misery Loves Company», antes de su lanzamiento mediante el sello discográfico alemán Trisol Music Group en septiembre. A través de su propia disquera, Traitor Records, lanzó un EP preliminar de Opheliac, en primavera de 2006; mientras que estos EP estaban siendo enviados, Autumn declaró que sus oficinas habían sido robadas, provocando un retraso en el lanzamiento del disco y en el envío de las copias del extended play. En sus palabras, Opheliac «fue la documentación de la experiencia de un cambio de vida completo y el final de la vida». Hubo un tiempo en el que Emilie tuvo planes de  filmar un vídeo musical de su canción «Liar» que incluiría «bañeras sangrientas». Más tarde, su canción «Opheliac» apareció en los álbumes 13th Street: The Sound of Mystery, Vol. 3 —publicado por ZYX Music— y Fuck the Mainstream, Vol. 1— publicado por Alfa Matrix— el 19 de junio de 2007. El 9 de octubre de 2006, la cantante apareció en la caricatura Metalocalypse de Adult Swim como artista invitada y en el álbum The Dethalbum. En noviembre de 2006, el EP Liar/Dead Is the New Alive salió a la venta, el cual contenía remixes de canciones de Opheliac y material nuevo.

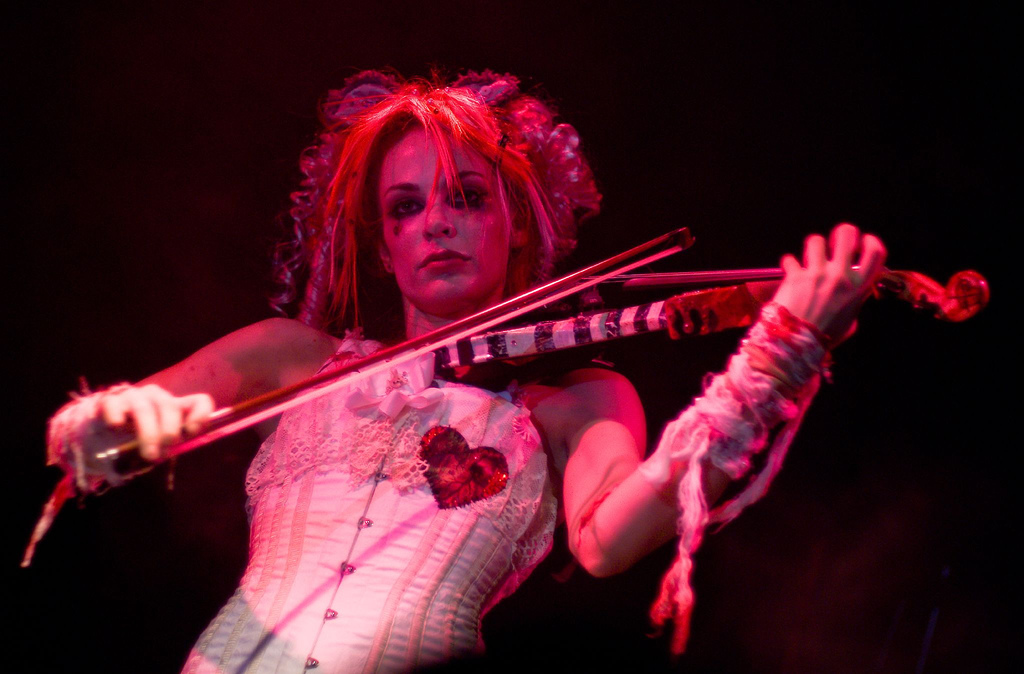
Emilie Autumn interpretando en Rüsselsheimer Rind.

En marzo de 2007, Emilie lanzó su álbum instrumental Laced/Unlaced; consistía en dos discos: Laced, el relanzamiento deOn a Day..., y Unlaced, canciones nuevas tocadas en violín eléctrico. Decidió volver a lanzar On a Day como Laced porque «sentí que tenía un bonito contraste con el álbum de fídula trituradora metal, Unlaced, y  [...] amé que fuera la representación perfecta del "antes" contra el "después». Además, se presentó en vivo en el evento musical alemán Wave Gotik Treffen y M'era Luna Festival en 2007. Posteriormente publicó A Bit O' This & That: un álbum de rarezas que incluía versiones de canciones de The Beatles y The Smiths, obras clásicas y sus propias canciones. En 2008 lanzó 4 O'Clock, un EP que contenía remezclas de canciones de Opheliac, canciones nuevas y lecturas de su novela autobiográfica The Asylum for Wayward Victorian Girls. El mismo año lanzó otro EP, Girls Just Wanna Have Fun & Bohemian Rhapsody. Un año después, Autumn se separó de Trisol Music Group para unirse a The End Records y volver a lanzar Opheliac en los Estados Unidos el 27 de octubre de 2009; anteriormente, sólo estaba disponible allí como importación. La reedición incluyó suplementos como imágenes, pistas adicionales, un extracto de su novela y un vídeo.
Además de publicar su propio material, Autumn colaboró con otros músicos. Contribuyó con respaldo vocal y su violín en la pista «Dry» de Die Warzau e hizo una aparicio en el vídeo musical de la banda para «Born Again». Tocó el violín en la canción «UR A WMN NOW» para un álbum de OTEP, Smash the Control Machine, de 2009. Adicionalmente, dos de sus canciones aparecieron en bandas sonoras de películas: «Organ Grinder» de 4 O'Clock, en la edición europea de Saw III y una versión remezclada de «Dead Is The New Alive» de Opheliac en la edición internacional de Saw IV.

### 2011-presente:Fight Like a Girl
| «Plague Rats, este álbum fue escrito para ustedes. Fue escrito por su participación. Fue escrito para interpretarse en vivo, con ustedes y conmigo en el mismo cuarto. Es nuestro soundtrack. Es nuestra historia. Ayúdenme a contarla a aquellos que aún tienen que unirse al Asylum Army. Canten conmigo. Canten conmigo...». — Emilie Autumn. |

El 11 de junio de 2010, Autumn publicó el acrónimo de su siguiente álbum, «F.L.A.G.», en su cuenta de Twitter antes de revelar el título completo: Fight Like a Girl. En sus palabras, el significado detrás del título es «sobre tomar todas estas cosas que hacen a las mujeres perdedoras y usarlas para tu beneficio». Basado en su novela de ficción, The Asylum for Wayward Victorian Girls, el álbum ha sido descrito como «un tratado operístico femenista establecido dentro de un manicomio, donde las internas se dan cuenta poco a poco de su propia fuerza en los números». El 30 de agosto anunció que se sometería a una cirugía de mandíbula y que se recuperaría de ella. El 11 de abril de 2011, Autumn lanzó el sencillo «Fight Like a Girl» con la canción «Time For Tea» en su lado B, y más tarde, en septiembre, publicó la letra completa de la primera en su cuenta de Twitter. Emilie apareció en el Harvest Festival de 2011 en Australia, y había planeado debutar dos canciones de Fight Like A Girl durante esas presentaciones.
El 26 de diciembre de 2011, la artista apareció en un teaser de  doce minutos del cortometraje de terror The Devil's Carnival. En el filme, dirigido por Darren Lynn Bousman y escrito por Terrance Zdunich, Autumn y dos miembros de The Bloody Crumpets, The Blessed Contessa y Captain Maggot, interpretaron los papeles de The Painted Doll y de las Woe-Maidens, respectivamente. El 16 de abril de 2012, la cantante anunció sus planes de debutar en una adaptación musical de tres horas de su novela autobiográfica en el teatro del West End en Londres, Inglaterra en 2014. De acuerdo con su entrevista con Mulatschag, tenía planes de interpretar ambos papeles protagónicos, Emilie y Emily.
Desde principios marzo hasta mediados junio de 2012, Emilie publicó en su web blog las letras de algunas canciones del disco; «We Want Them Young», «One Foot In Front Of The Other», «Gaslight», «Take The Pill», «Goodnight, Sweet Ladies» y «The Key», además de las ya publicadas «Fight Like A Girl» y «Time For Tea». Junto con la letra de «The Key» y un audio oculto en ella, Emilie anunció que la fecha del lanzamiento del disco sería el 24 de julio de ese año. También mencionó que estaba planeando hacer «fiestas "de té" en varios países, una en particular conducida por mí (pronto vendrán los detalles), un glorioso vídeo para la canción principal», entre otras cosas. Seis días después del lanzamiento de Fight Like A Girl, Autumn en voz de su rata mascota, Sir Edward, comunicó que estaba preparada para embarcarse en su siguiente gira mundial para «propagar la plaga» junto con The Bloody Crumpets. También dijo que, «como sus presentaciones, esto no es rock, esto no es para la radio ni para MTV», además de etiquetarlo como «teatro musical» y «ópera rock». La mascota continuó diciendo que «la experiencia sólo es una muestra de la travesía épica que refleja la novela de fantasía autobiográfica de Emilie».

## Influencias y estilo musical

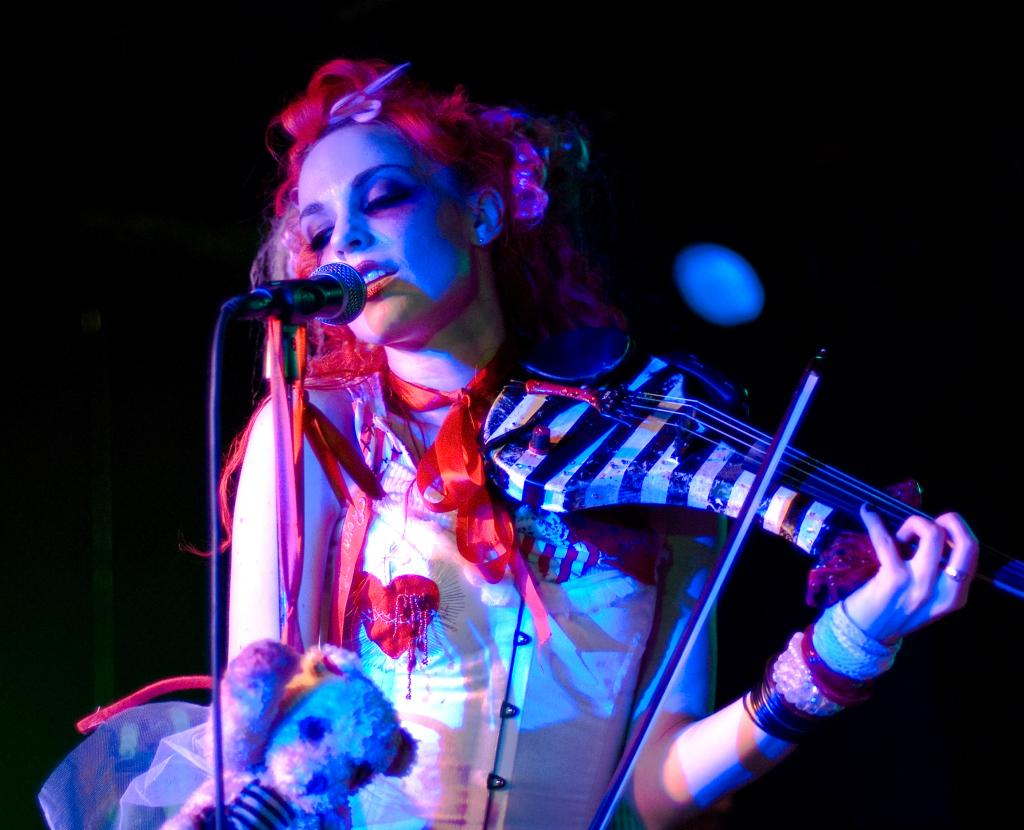
Emilie Autumn, Nachtleben, 2007.Foto de Mathias Gawlista

Su música abarca una amplia gama de estilos. El rango vocal de Emilie es contralto, y sus trabajos vocales han sido comparados con los de Tori Amos, Kate Bush, y The Creatures. Ha lanzado dos álbumes instrumentales (On a Day... and Laced/Unlaced) y cuatro que cuentan con su voz: Enchant, Opheliac, A Bit o' This & That y "Fight Like A Girl". Su álbum de 2003 Enchant se basó en «música de cámara new age, trip hop barroco y pop espacial experimental». Con frecuencia nivela su voz e incorpora efectos electrónicos en sus canciones de Enchant; también combina cuerdas y piano para algunas, mientras que otras tienen principalmente piano o violín. Su disco Opheliac de 2006 presenta música «de cabaret, electrónica, sinfónica, new age e influencias basadas en el Heavy Metal neoclásico». En Fight Like A Girl, Emilie reemplazó el violín por el clavicordio en la mayoría de las canciones y experimentó con el dark cabaret. J de Metalblast dijo que  muchas de las canciones «fueron hechas simplemente para ser interpretadas como parte de una obra musical» y comparó la trama principal del disco con la de novelas como One Flew Over the Cuckoo's Nest y Awakenings.

## Imagen pública
Autumn es bipolar, lo que la llevó a experimentar cambios drásticos de humor, insomnio y alucinaciones acústicas, para lo cual toma medicación. Algunas de sus canciones —«Manic Depression» de Laced/Unlaced, «Swallow» y «Misery Loves Company» de Opheliac— tratan sobre vivir con el trastorno. Mientras ella «preferiría no tenerlo  [...] y probablemente sería mucho más feliz», cree que le proporciona una perspectiva diferente sobre la vida y planea «usarlo porque todo vale la pena, de modo que  como no es una víctima». Autumn fue víctima de abuso sexual, el cual comenzó cuando apenas tenía seis años, y es superviviente de una violación. La cantante tiene un ritual basado en dibujarse un corazón en su mejilla como un símbolo de protección.
Emilie se volvió vegetariana a los once años después de ser incapaz de racionalizar por qué debería comer animales de granja pero no a su perro mascota; en sus últimos años de adolescencia se volvió vegana. También cree que hay un vínculo entre el trato de las mujeres y de los animales en la sociedad. Cuida a dos ratas mascotas, Sir Edward y Basil, y a un gato llamado Fish o Fishy, y respalda compañías como Manic Panic y Samson Tech.

### Hospitalización y novela autobiográfica
Al volver de la gira de Courtney Love en el 2004, Emilie volvió a trabajar en su propia carrera y quedó embarazada, aunque había estado cuidándose sexualmente. Aterrorizada por el embarazo y el parto y reacia a transmitir su trastorno bipolar, decidió abortar. Más tarde, después del lanzamiento de Opheliac, intentó suicidarse, lo que la llevó ser internada en un pabellón psiquiátrico en un hospital Los Ángeles y mantenida bajo vigilancia por riesgo de suicidio. Sobre su experiencia allí comentó: «Nadie intentó sacarme o contactarse conmigo, y no me permitían llamar a nadie. Ahora miro One Flew Over the Cuckoo's Nest y me doy cuenta de que realmente es una representación bastante exacta de una asilo moderno».
Después de ser liberada, se tatuó el número de su celda en su brazo derecho como una manera de recordar lo que le pasó y escribió su novela The Asylum for Wayward Victorian Girls, que fue publicada en 2010. Debido a la naturaleza y a la posibles partes autobiográficas, afirmó que su lanzamiento se retrasó porque algunos no querían que lo publicara. Basado en su diario escrito en crayón rojo mientras se encontraba hospitalizada, el libro incorpora ratas parlantes, sanguijuelas antropomórficas y el diario de una interna victoriana ficticia llamada «Emily». Autumn explicó que «uno de los mensajes principales» es que la mayoría de los pacientes no estaban locos y que el tema de la enfermedad mental sigue siendo incomprendida.

## Discografía
| Álbumes de estudio - Enchant (2003) - Opheliac (2006) - Fight Like a Girl (2012) Álbumes instrumentales - On a Day... (2000) - Laced/Unlaced (2007) | ; Sencillos - «Fight Like a Girl» (2013) |

## Giras
- The Asylum Tour
- The Plague Tour
- The Gate Tour
- The Key Tour
- The Door Tour
- The Fight Like a Girl Tour

## Cinematografía
- The Devil's Carnival como The Painted Doll